# Justicia delicatula
Justicia delicatula är en akantusväxtart som beskrevs av S. Elliot. Justicia delicatula ingår i släktet Justicia och familjen akantusväxter.

## Underarter
Arten delas in i följande underarter:
- J. d. breviloba
- J. d. brevituba
- J. d. puberula
- J. d. robusta
- J. d. veronicifolia